# Ben Te'o
Benjamin J. Te’o (Auckland, 27 gennaio 1987) è un rugbista neozelandese, internazionale per Samoa nel rugby a 13 e per l'Inghilterra nel rugby a 15, disciplina nella quale vanta anche test match con la selezione interbritannica dei British Lions. Milita nei Sunwolves in Super Rugby.

## Biografia
Nato ad Auckland, in Nuova Zelanda, da padre samoano e madre inglese, rappresentò a livello Under-16 il suo Paese di nascita ma, successivamente, data la nazionalità di suo padre, decise di rispondere alla chiamata di Samoa per la Coppa del Mondo a XIII del 2008.
All'epoca della convocazione internazionale militava in Australia nei Wests Tigers, squadra dei sobborghi occidentali di Sydney; successivamente passò ai Brisbane Broncos e, dopo tre stagioni, ai South Sydney, con cui vinse il titolo di National Rugby League 2014.
Al momento della vittoria in NRL Te'o aveva già deciso il cambio di codice, per passare al rugby a 15 nelle file della franchise irlandese del Leinster che cercava un sostituto per il ritirato Brian O'Driscoll.
Nel corso della stagione successiva si accordò con la squadra inglese del Worcester a partire dalla stagione di Premiership 2016-17.
Grazie alla provenienza di sua madre è idoneo a rappresentare l'Inghilterra e il C.T. di tale nazionale, Eddie Jones, lo convocò per i test di fine anno 2016, nel corso dei quali debuttò a Twickenham contro il Sudafrica; successivamente fu chiamato anche per il susseguente Sei Nazioni 2017; ad aprile giunse la convocazione da parte di Warren Gatland nella rosa dei British and Irish Lions che dovevano affrontare il tour in Nuova Zelanda nel giugno e luglio successivo.
Nel corso di tale tour scese in campo in due test match contro gli All Blacks, il primo e il terzo della serie, risoltisi rispettivamente in una sconfitta per i Lions e un pareggio.

## Palmarès

### Rugby a 13
- National Rugby League: 1
South Sydney Rabbitohs: 2014